# Giannino Marzotto
Giannino Marzotto, född den 13 april 1928 i Valdagno, död den 14 juli 2012, var en italiensk racerförare och greve (conte).
Marzotto började tävla med en Lancia Aprilia efter andra världskriget. Han bytte därefter till Ferrari. Marzotto har vunnit Mille Miglia två gånger, 1950 och 1953.